# 小齒尼氏鸚嘴魚
小齒尼氏鸚嘴魚，為輻鰭魚綱鱸形目隆頭魚亞目鸚哥魚科的其中一種，分布於東太平洋區，從加利福尼亞灣至秘魯北部海域，棲息深度1-11公尺，體長可達32公分，棲息在沿岸水淺的礁石區，以藻類為食，可做為食用魚。